# Sidney Smith
William Sidney Smith (Westminster, 21 juni 1764 – Parijs, 26 mei 1840) was een Brits admiraal die vocht in de Amerikaanse en Franse revolutionaire oorlogen.

## Biografie

### Vroege leven
William Sidney Smith werd geboren als de tweede zoon van John Smith en Mary Wilkinson. Hij stamde uit een militaire familie, want zijn grootvader Edward Smith had onder meer gediend als gouverneur van Fort Charles in Jamaica. Zijn vader diende in de hofhouding van koningin Charlotte. Tevens was hij een neef van de premiers William Pitt de Jongere en William Grenville.
Sidney Smith verkreeg zijn scholing in Tonbridge en Bath voor hij ging dienen in de marine in 1777. Hij ging dienen op het schip Tortoise onder leiding van Jahleel Brenton. Een klein jaar later werd hij overgeplaatst en was hij betrokken bij de kaping van het Amerikaanse schip Raleigh op 28 september 1778.
Onder admiraal George Brydges Rodney vocht hij mee bij de Slag bij Kaap St. Vincent in 1780 tijdens de Amerikaanse Onafhankelijkheidsoorlog. Ook was hij aanwezig bij de slag bij Martinique, Chesapeake en Saintes. Na deze laatste verkreeg hij zijn eerste commando over een eigen schip. Na de Vrede van Parijs in 1783 werd zijn inkomen gehalveerd door de vrede. Vervolgens was hij als spion actief in Normandië en reisde hij af naar Marokko om daar de mogelijke dreiging van de Marokkanen in te schatten.

### In Zweedse dienst
In 1789 kreeg hij de aanbieding om te dienen in de Zweedse marine om te vechten in de Russisch-Zweedse Oorlog. De Britse overheid ging hier niet mee akkoord omdat ze Smith niet konden missen vanwege zijn rol als onofficiële afgezant. Desalniettemin ging hij naar Zweden en verklaarde hij dat goedkeuring van George III had om voor de Zweden te vechten. Hij kreeg het commando over een vloot die meevocht in de Slag in de baai van Vyborg. Vanwege zijn verdiensten voor de Zweden werd Smith opgenomen in de Orde van het Zwaard.

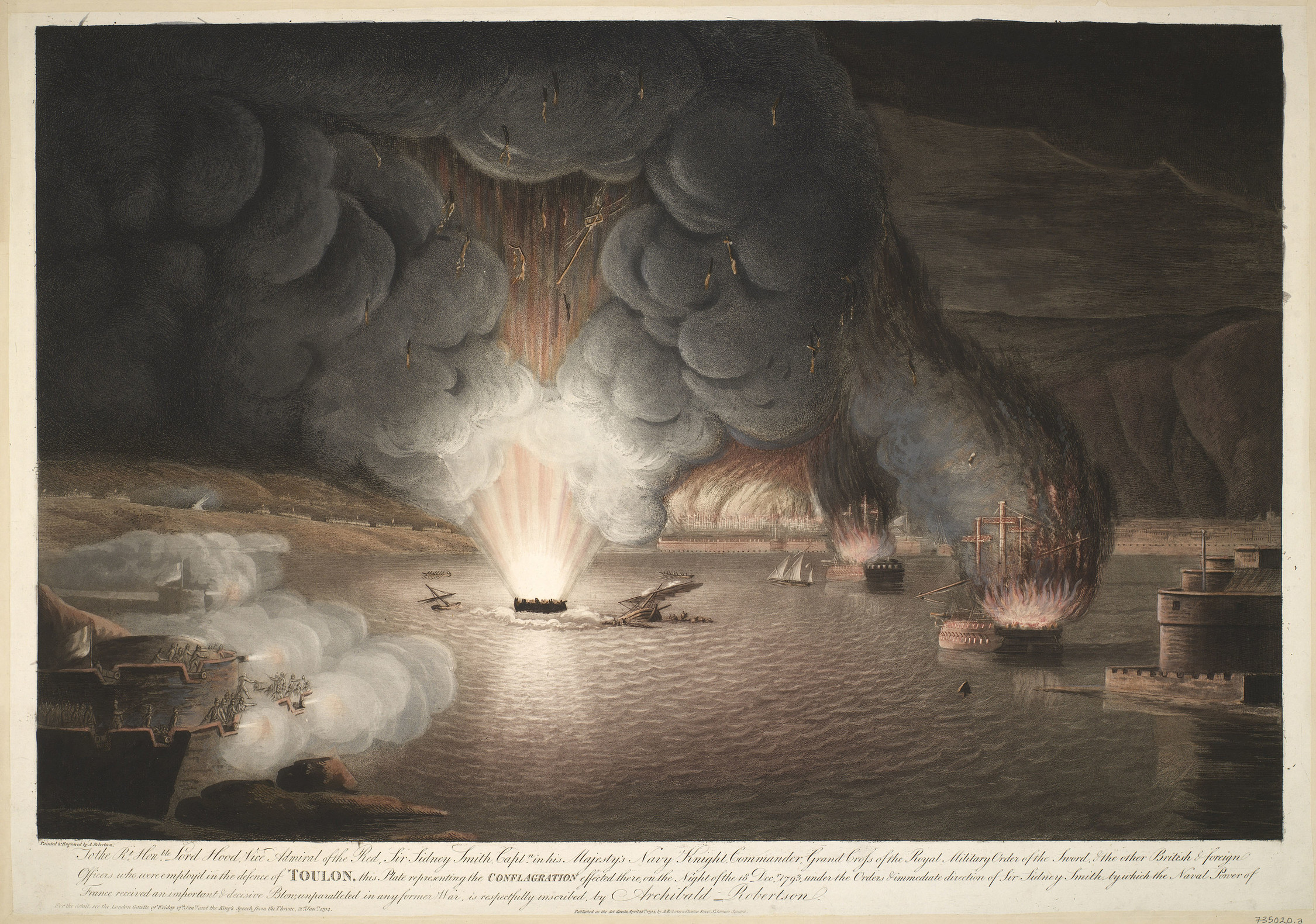
De vernietiging van de Franse vloot bij Toulon

### Verbindingsofficier voor royalistische Fransen
Bij het uitbreken van de oorlog tussen Engeland en Frankrijk bevond Smith zich in İzmir, waar hij de Russische en Ottomaanse marine bestudeerde voor Lord Grenville. Toen hij het nieuws over de oorlog vernam kocht hij een schip, huurde hij veertig Britse zeelieden in en haastte zich westwaarts. Hiermee voer hij naar Toulon dat het einde van zijn belegering naderde en na zijn komst kreeg Smith de taak om de scheepsmagazijnen in de haven en de schepen die niet weg konden op te blazen zodat ze niet in handen van de vijand zouden vallen. Een taak die hij, naar eigen zegge, naar behoren uitvoerde. Na zijn terugkeer in Engeland verkreeg Smith het commando over een eigen linieschip.

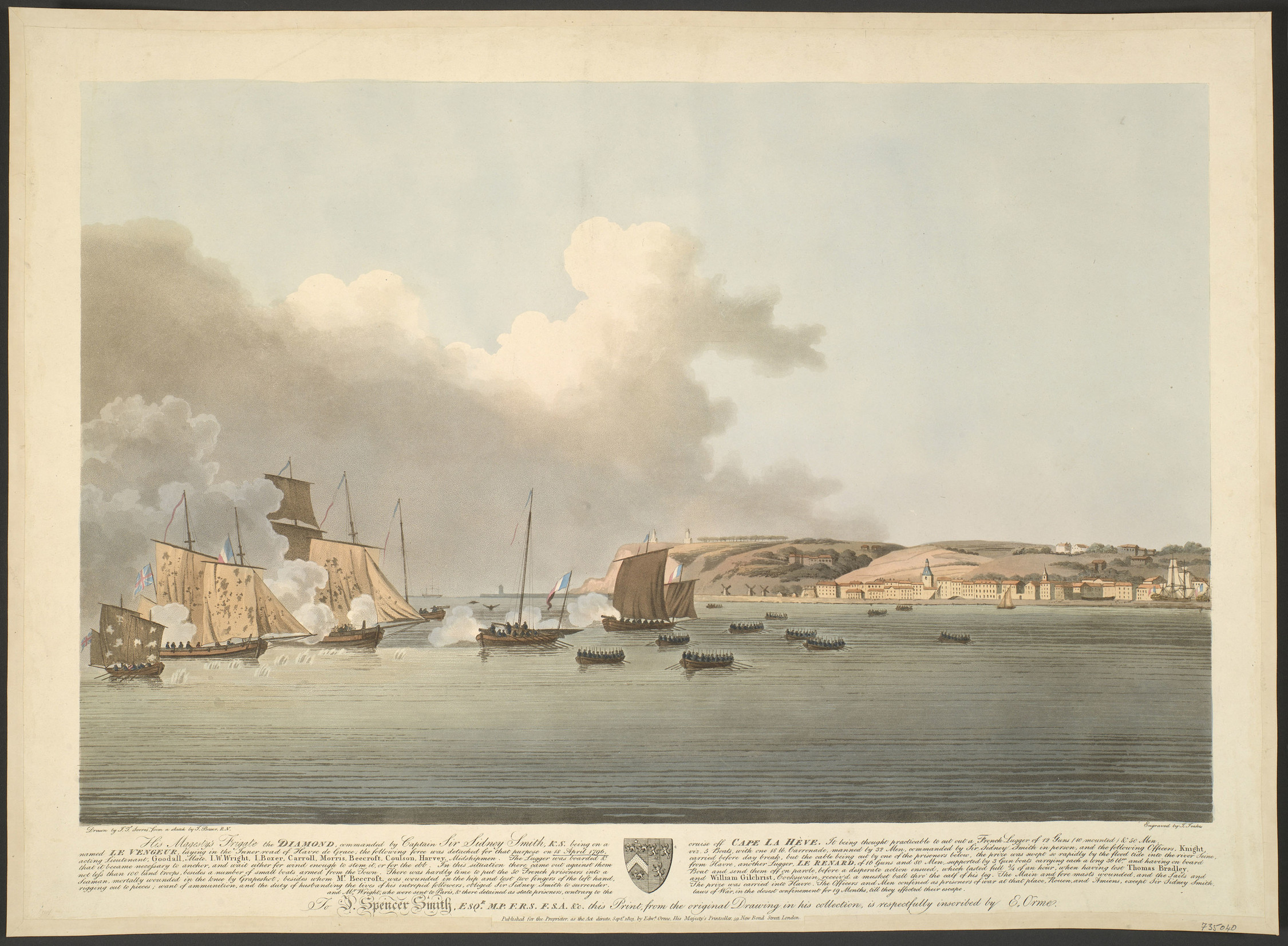
De gevangenneming van Sidney Smith

In juli 1794 legde Smith beslag op het onbewoonde Îles Saint Marcouf dat als basis van zijn operaties zou gaan dienen. Hij fortificeerde het eiland en hij gebruikte het eiland voor zijn plundertochten. Via het eiland en Smith liep ook een communicatielijn tussen de royalisten, met name Louis de Frotte, in Frankrijk en Londen. Tijdens een geheime missie in Le Havre in april 1796 liep het slecht af voor Smith. Hij wist met zijn soldaten een Franse kaper te kapen en zeilde vervolgens met het schip richting zee. Tijdens deze vlucht ging de wind liggen en door het veranderende getij dreef het schip in de monding van de Seine. Bij de dageraad werd het gekaapte schip gespot door de Fransen waarop Smith besloot zich over te geven.

Smith werd aanvankelijk met zijn bemanning overgebracht naar de Prison de l'Abbaye in Parijs en in juli werden ze overgeplaatst naar het Tour du Temple. De Britse spionnenmeester William Wickham stuurde direct 1000 pond naar de Royalisten in Parijs voor de bevrijding van Smith. Op 23 april 1798 presenteerde een van de royalisten aan de cipier een brief met een zogenaamd overplaatsingsbevel van de Minister van Marine. De cipier trapte hierin waardoor Smith weer vrijkwam. Uiteindelijk bereikte hij op 8 mei 1798 Londen.

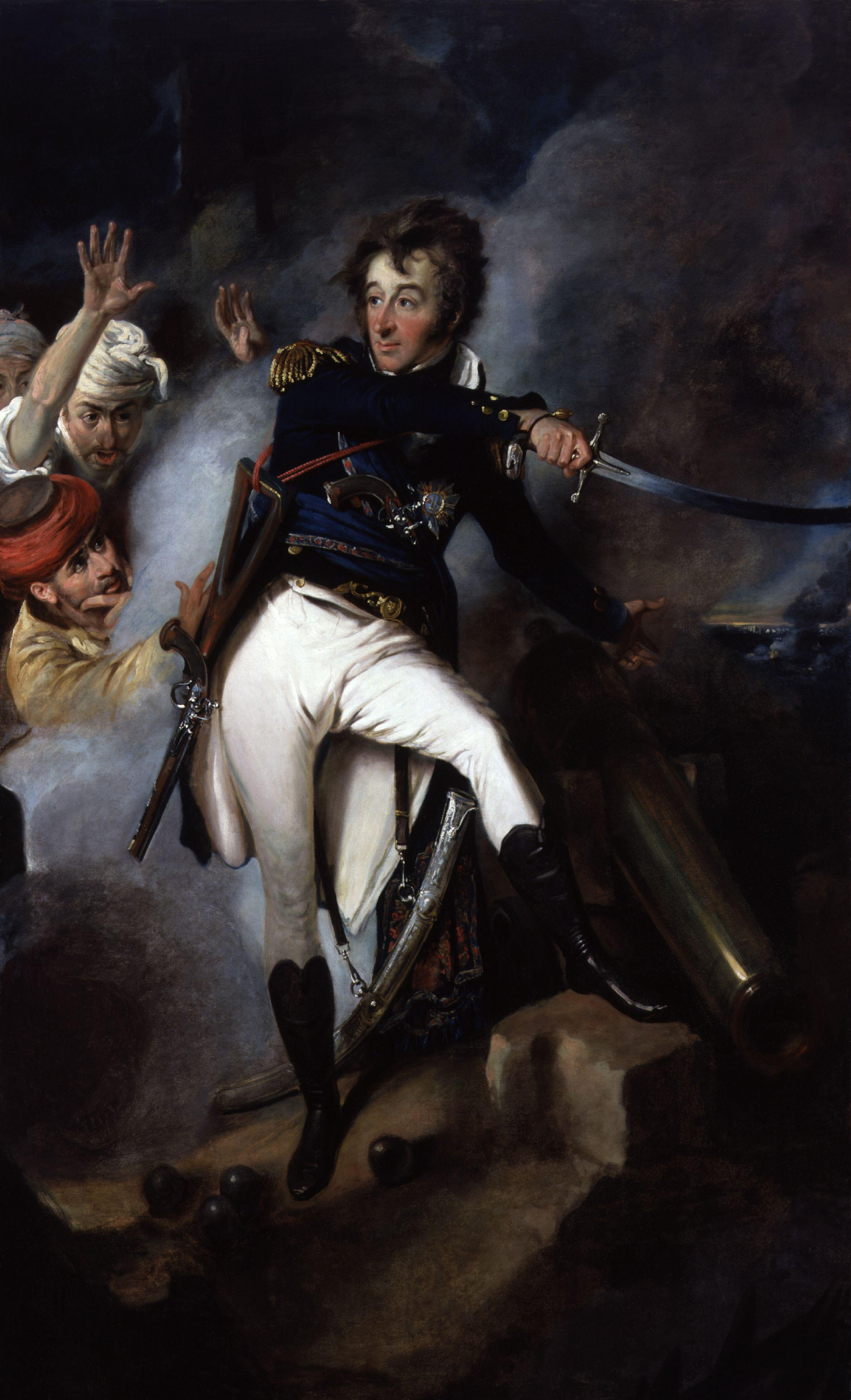
Sidney Smith tijdens het beleg van Akko, geschilderd door John Eckstein.

### Egypte
Hij werd nu aangesteld als kapitein van de Tigre. Hij zeilde over de Middellandse Zee richting het Ottomaanse Rijk waar Smith als onafhankelijk militair opereerde. Dit leverde frictie op met Horatio Nelson die in die regio ook actief was. Smith was vervolgens betrokken bij het ontregelen van het Franse beleg van Akko in 1799. Mede door het ingrijpen van Smith was Napoleon Bonaparte genoodzaakt om het beleg te staken. Waarschijnlijk was hij vervolgens betrokken bij het mogelijk maken van de vlucht van Napoleon uit Egypte. Voor Smith zou met het vertrek van Napoleon de achtergebleven Fransen makkelijker te bestrijden zijn.
In 1802 werd Smith tevens lid van het Lagerhuis en in deze periode had hij ook een affaire met prinses Caroline van Brunswijk.

### Andere opdrachten
In 1805 werd hij bevorderd tot admiraal en was hij voor een periode actief bij de kust van Napels. Twee jaar later werd hij naar Lissabon gestuurd en kreeg hij de opdracht om de Portugese koninklijke familie vandaar over te brengen naar Brazilië. In 1809 keerde hij weer terug naar Engeland. In 1812 verkreeg Smith zijn allerlaatste aanstelling als admiraal onder Edward Pellew. Hij had een slechte relatie met Pellew en keerde in 1814 terug naar huis.

### Congres van Wenen
Smith maakte onderdeel uit van de Zweedse delegatie die afreisde naar het Congres van Wenen, maar hij bleef in Wenen uit naam van een nieuwe Ridderorde die hij in het leven had geroepen: "Knight Liberators of the Slaves in Africa". Deze organisatie had als doelstelling het verlichten van de benarde situatie van christenen die gevangen waren genomen door Barbarijse kapers. Smith bepleitte zijn zaak zowel bij Metternich als bij Talleyrand. Daarnaast organiseerde hij op 26 december 1814 in Wenen een groot feest om geld in te zamelen. Ook probeerde hij steun te verkrijgen van de Britse overheid, maar deze tikte hem enkele malen op de vingers vanwege zijn schurkengedrag. De plannen van Smith kregen in Wenen vooral bijval de kleine Italiaanse staten en Duitse steden. Ondanks het lobbywerk van Smith en anderen kende het definitieve verdrag van Wenen geen bepalingen over de Barbarijse kapers.

### Laatste jaren
Smith vertrok voor het einde van het congres naar Brussel in de hoop om deel uit te kunnen maken van de militaire campagne tegen Napoleon. Hij zette zich na de Slag bij Waterloo in voor het vervoeren van de gewonden van het slagveld naar ziekenhuizen. Smith volgde vervolgens Arthur Wellesley naar Parijs en daar verkreeg hij in het Palais Bourbon de Orde van het Bad. Hij overleed in Parijs en werd begraven op het Cimetière du Père-Lachaise.

## Nalatenschap
De plaats Sidney in de Amerikaanse staat New York is naar Sidney Smith vernoemd.